# Olavus Corylander
Olavus Corylander, född i Hässleby församling, Jönköpings län, död 2 augusti 1678 i Mogata församling, Östergötlands län, var en svensk präst.

## Biografi
Corylander föddes i Hässleby församling. Han var son till bonden Edmund Svensson på Tunghult. Corylander studerade vid gymnasiet och blev 26 augusti 1641 prästvigd till adjunkt i Misterhults församling. Han blev 1646 komminister i kvillinge församling och 27 februari 1656 kyrkoherde i Mogata församling. Corylander avled 1678 i Mogata församling.

### Familj
Corylander gifte sig första gången med Gertrud Olofsdotter. Hon var dotter till domprosten Olaus Petri och Karin Pedersdotter i Linköpings församling. Gertrud Olofsdotter var änka efter kyrkoherde Olavus Bjässe i Mogata församling.
Corylander gifte sig andra gången med Anna Mörk (född 1629). Hon var dotter till kyrkoherden Nicolaus Jonæ Mörck och Ingel Larsdotter i Gryts församling. Corylander gifte sig tredje gången 23 juni 1678 med Margareta Svensdotter.